# جورج س. كريستي
جورج س. كريستي (بالإنجليزية: George C. Christie)‏ هو فيلسوف أمريكي، ولد في 3 مارس 1934 في نيويورك في الولايات المتحدة.